# U-584 (tàu ngầm Đức)
U-584 là một tàu ngầm tấn công  Lớp Type VII thuộc phân lớp Type VIIC được Hải quân Đức Quốc Xã chế tạo trong Chiến tranh Thế giới thứ hai. Nhập biên chế năm 1941, nó đã thực hiện được mười chuyến tuần tra, đánh chìm ba tàu buôn với tổng tải trọng 18.478 GRT cùng một tàu chiến tải trọng 206 tấn. Trong chuyến tuần tra cuối cùng, U-584 bị các máy bay ném bom-ngư lôi TBF Avenger xuất phát từ tàu sân bay hộ tống Hoa Kỳ USS Card thả ngư lôi đánh chìm trong Bắc Đại Tây Dương vào ngày 31 tháng 10, 1943.

## Thiết kế và chế tạo

### Thiết kế

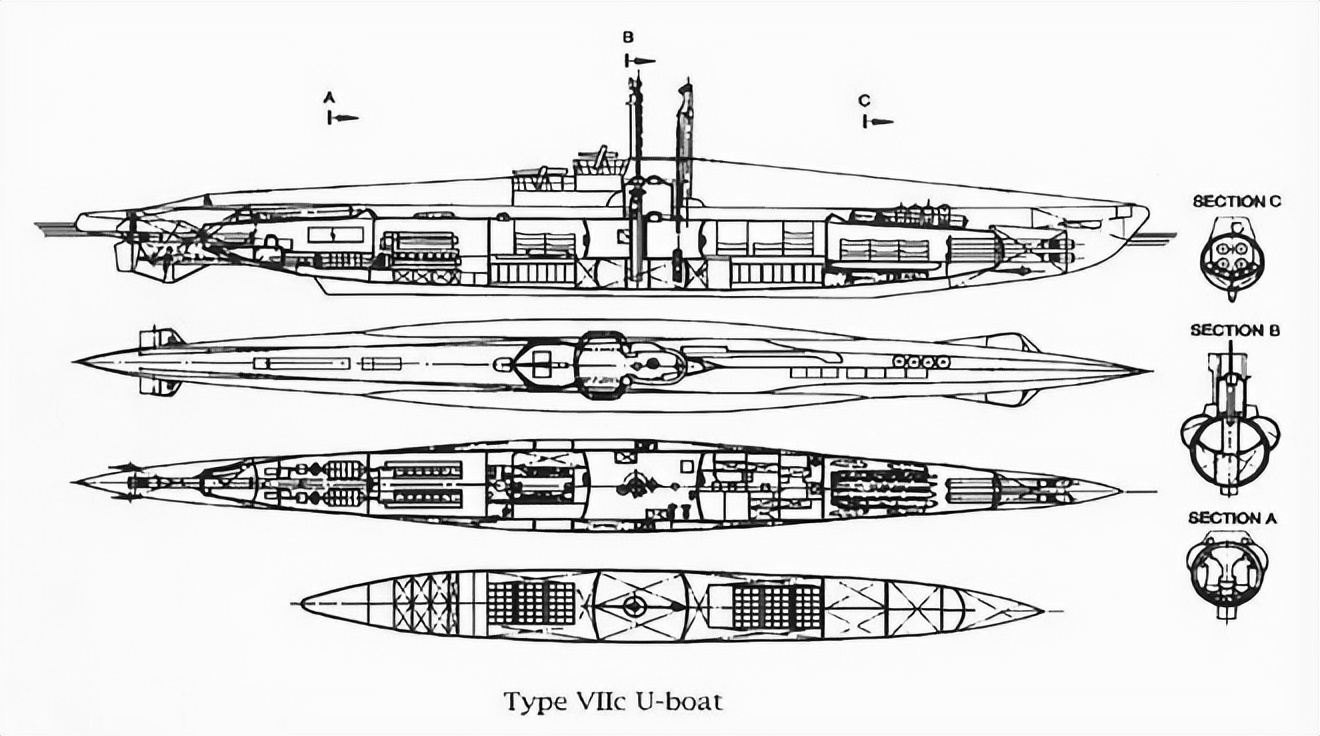
Sơ đồ các mặt cắt một tàu ngầm Type VIIC

Phân lớp VIIC của Tàu ngầm Type VII là một phiên bản VIIB được kéo dài thêm. Chúng có trọng lượng choán nước 769 t (757 tấn Anh) khi nổi và 871 t (857 tấn Anh) khi lặn). Con tàu có chiều dài chung 67,10 m (220 ft 2 in), lớp vỏ trong chịu áp lực dài 50,50 m (165 ft 8 in), mạn tàu rộng 6,20 m (20 ft 4 in), chiều cao 9,60 m (31 ft 6 in) và mớn nước 4,74 m (15 ft 7 in).
Chúng trang bị hai động cơ diesel Germaniawerft F46 siêu tăng áp 6-xy lanh 4 thì, tổng công suất 2.800–3.200 PS (2.100–2.400 kW; 2.800–3.200 bhp), dẫn động hai trục chân vịt đường kính 1,23 m (4,0 ft), cho phép đạt tốc độ tối đa 17,7 kn (32,8 km/h), và tầm hoạt động tối đa 8.500 nmi (15.700 km) khi đi tốc độ đường trường 10 kn (19 km/h). Khi đi ngầm dưới nước, chúng sử dụng hai động cơ/máy phát điện Garbe, Lahmeyer & Co. RP 137/c  tổng công suất 750 PS (550 kW; 740 shp). Tốc độ tối đa khi lặn là 7,6 kn (14,1 km/h), và tầm hoạt động 80 nmi (150 km) ở tốc độ 4 kn (7,4 km/h). Con tàu có khả năng lặn sâu đến 230 m (750 ft).
Vũ khí trang bị có năm ống phóng ngư lôi 53,3 cm (21 in), bao gồm bốn ống trước mũi và một ống phía đuôi, và mang theo tổng cộng 14 quả ngư lôi, hoặc tối đa 22 quả thủy lôi TMA, hoặc 33 quả TMB. Tàu ngầm Type VIIC bố trí một hải pháo 8,8 cm SK C/35 cùng một pháo phòng không 2 cm (0,79 in) trên boong tàu. Thủy thủ đoàn bao gồm 4 sĩ quan và 40-56 thủy thủ.

### Chế tạo
U-584 được đặt hàng vào ngày 8 tháng 1, 1940, và được đặt lườn tại xưởng tàu của hãng Blohm & Voss ở Hamburg vào ngày 1 tháng 10, 1940. Nó được hạ thủy vào ngày 26 tháng 6, 1941, và nhập biên chế cùng Hải quân Đức Quốc Xã vào ngày 21 tháng 8, 1941 dưới quyền chỉ huy của Hạm trưởng, Đại úy Hải quân Joachim Deecke.

## Lịch sử hoạt động

### 1941
Sau khi hoàn tất việc huấn luyện trong thành phần Chi hạm đội U-boat 5, U-584 được điều sang Chi hạm đội U-boat 1 từ ngày 1 tháng 12, 1941 để hoạt động trên tuyến đầu cho đến khi bị mất.

#### Chuyến tuần tra thứ nhất
U-584 khởi hành từ Kiel, Đức vào ngày 27 tháng 11, 1941 cho chuyến tuần tra đầu tiên trong chiến tranh. Nó đã tiến ra Bắc Hải, rồi hoạt động dọc theo bờ biển Na Uy cho đến tận biển Barents. Nó kết thúc chuyến tuần tra tại Neidenfjord ở phía cực Bắc Na Uy vào ngày 20 tháng 12 mà không đánh chìm được mục tiêu nào.

### 1942

#### Chuyến tuần tra thứ hai
Xuất phát từ Neidenfjord vào ngày 25 tháng 12 cho chuyến tuần tra tiếp theo, chiếc U-boat đã hoạt động về phía Bắc biển Na Uy và trong biển Barents. Vào ngày 10 tháng 1, 1942, nó đã phóng ngư lôi đánh chìm tàu ngầm Hải quân Liên Xô M-175 (206 tấn) ở vị trí về phía Bắc bán đảo Rybachy. U-584 đi đến cảng Kirkenes ở phía cực Bắc Na Uy vào ngày hôm sau.

#### Chuyến tuần tra thứ ba và thứ tư
U-584 thực hiện chuyến tuần tra thứ ba, cùng xuất phát và kết thúc tại cảng Kirkenes và kéo dài từ ngày 23 tháng 1 đến ngày 20 tháng 2, để hoạt động trong biển Barents ngoài khơi bán đảo Kola.
Sau đó nó dành ra chuyến tuần tra thứ tư từ ngày 28 tháng 2 đến ngày 14 tháng 3 để rời miền Bắc Na Uy và quay trở lại cảng Kiel, Đức.

#### Chuyến tuần tra thứ năm
U-584 khởi hành từ cảng Kiel vào ngày 5 tháng 5 cho chuyến tuần tra thứ năm. Nó băng qua khe GI-UK giữa các quần đảo Shetland và Faroe để vòng qua quần đảo Anh, và hoạt động tại vùng biển Bắc Đại Tây Dương về phía Tây Ireland (Khu vực Tiếp cận phía Tây). Nó kết thúc chuyến tuần tra khi đi đến cảng Brest bên bờ Đại Tây Dương của Pháp đã bị Đức chiếm đóng, đến nơi vào ngày 16 tháng 5. Brest trở thành căn cứ hoạt động chính của chiếctàu ngầm cho đến khi nó bị mất.

#### Chuyến tuần tra thứ sáu
U-584 xuất phát từ Brest vào ngày 25 tháng 5 cho chuyến tuần tra thứ sáu để thi hành một nhiệm vụ đặc biệt trong khuôn khổ Chiến dịch Pastorius. Nó đã băng qua suốt Đại Tây Dương để đi đến ngoài khơi vùng bờ Đông Hoa Kỳ, nơi nó cho đổ bộ một nhóm bốn đặc vụ phá hoại tại một vị trí về phía Nam Jacksonville, Florida vào ngày 18 tháng 6. Một nhóm tương tự được tàu ngầm U-202 cho đổ bộ lên Amagansett, Long Island trước đó vào ngày 12 tháng 6. U-584 quay trở về Brest vào ngày 22 tháng 7.

#### Chuyến tuần tra thứ bảy
U-584 khởi hành từ Brest vào ngày 24 tháng 8 cho chuyến tuần tra thứ bảy để hoạt động tại khu vực giữa Bắc Đại Tây Dương. Tại đây vào ngày 11 tháng 9, nó phóng hai quả ngư lôi kết liễu chiếc tàu chở dầu Anh Empire Oil 8.029 GRT, vốn thuộc Đoàn tàu ON-127 và đã hư hại sau khi trúng ngư lôi từ tàu ngầm U-659 vào đêm hôm trước. Cùng trong ngày hôm đó, chiếc tàu ngầm tiếp tục đánh chìm chiếc tàu buôn Na Uy Hindanger 4.884 GRT cùng thuộc Đoàn tàu ON-127. Chiếc U-boat quay trở về căn cứ Brest vào ngày 10 tháng 10.

### 1943

#### Chuyến tuần tra thứ tám
Trong chuyến tuần tra thứ tám, cùng xuất phát và kết thúc tại căn cứ Brest và kéo dài từ ngày 30 tháng 12, 1942 đến ngày 11 tháng 2, 1943, U-584 đã hoạt động tại vùng biển Bắc Đại Tây Dương về phía Tây Ireland (Khu vực Tiếp cận phía Tây). Tuy nhiên nó đã không đánh chìm được mục tiêu nào.

#### Chuyến tuần tra thứ chín
U-584 khởi hành từ Brest vào ngày 23 tháng 3 cho chuyến tuần tra thứ chín, và đã hoạt động tại vùng biển Bắc Đại Tây Dương về phía Nam Greenland và phía Đông Newfoundland, Canada. Tại đây vào ngày 5 tháng 5, nó đã phóng ngư lôi tấn công một nhóm tàu buôn bị tụt lại phía sau Đoàn tàu ONS-5, và đánh chìm chiếc tàu buôn Hoa Kỳ West Madaket 5.565 GRT ở vị trí về phía Nam mũi Farewell, Greenland. Chiếc tàu ngầm quay trở về cảng Brest vào ngày 24 tháng 5.

#### Chuyến tuần tra thứ mười – Bị mất
U-584 xuất phát từ cảng Brest vào ngày 2 tháng 9 cho chuyến tuần tra thứ mười, cũng là chuyến cuối cùng, để hoạt động trong Bắc Đại Tây Dương về phía Tây Nam Iceland và phía Nam Greenland. Trên đường đi trong vịnh Biscay vào ngày 7 tháng 9, chiếc U-boat bị một máy bay thuộc Liên đội 407 Không quân Hoàng gia Canada thả mìn sâu tấn công về phía Tây Bắc mũi Ortegal, Tây Ban Nha. Cuộc tấn công này, vốn được cho là đã đánh chìm tàu ngầm U-669, thực ra nhắm vào U-584, nhưng nó thoát được mà không bị hư hại.
Đến ngày 31 tháng 10, ba máy bay ném bom-ngư lôi TBF Avenger xuất phát từ tàu sân bay hộ tống Hoa Kỳ USS Card đã tấn công U-584. Một quả ngư lôi dò âm FIDO Mark 24 đã trúng đích và đánh chìm chiếc tàu ngầm tại tọa độ 49°14′B 31°55′T / 49,233°B 31,917°T. 52 thành viên thủy thủ đoàn có mặt trên tàu đều đã tử trận.

### "Bầy sói" tham gia
U-584 từng tham gia 16 bầy sói:
- Ulan (25 tháng 12, 1941 – 10 tháng 1, 1942)
- Stier (29 tháng 8 – 2 tháng 9, 1942)
- Vorwärts (2 – 26 tháng 9, 1942)
- Luchs (27 – 29 tháng 9, 1942)
- Letzte Ritter (29 tháng 9 – 1 tháng 10, 1942)
- Falke (4 – 19 tháng 1, 1943)
- Landsknecht (19 – 28 tháng 1, 1943)
- Hartherz (3 – 7 tháng 2, 1943)
- Löwenherz (1 – 10 tháng 4, 1943)
- Lerche (10 – 15 tháng 4, 1943)
- Specht (21 tháng 4 – 4 tháng 5, 1943)
- Fink (4 – 6 tháng 5, 1943)
- Elbe (7 – 10 tháng 5, 1943)
- Elbe 1 (10 – 14 tháng 5, 1943)
- Leuthen (15 – 24 tháng 9, 1943)
- Rossbach (24 tháng 9 – 6 tháng 10, 1943)

### Tóm tắt chiến công
U-584 đã đánh chìm được tám tàu buôn tổng tải trọng 43.945 GRT và hai tàu chiến tổng tải trọng 22.947 tấn, đồng thời gây hư hại cho ba tàu buôn khác:
| Ngày             | Tên tàu      | Quốc tịch        | Tải trọng | Số phận      |
| ---------------- | ------------ | ---------------- | --------- | ------------ |
| 10 tháng 1, 1942 | M-175        | Hải quân Liên Xô | 206       | Bị đánh chìm |
| 11 tháng 9, 1942 | Empire Oil   | United Kingdom   | 8.029     | Bị đánh chìm |
| 11 tháng 9, 1942 | Hindanger    | Norway           | 4.884     | Bị đánh chìm |
| 5 tháng 5, 1943  | West Madaket | United States    | 5.565     | Bị đánh chìm |